# Torsti Verkkola

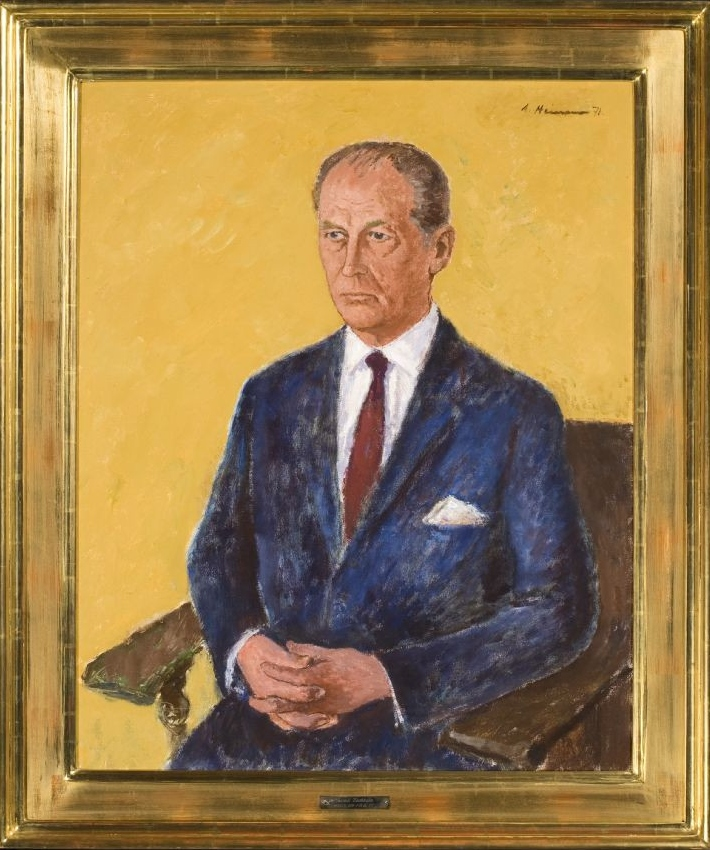
Aarre Heinonen: Porträtt av Torsti Verkkola (1971).

Torsti Rafael Verkkola, född 22 maj 1909 i Lahtis, död 11 juni 1977 i Helsingfors, var en finländsk ingenjör och flygplanskonstruktör. 
Verkkola blev diplomingenjör 1935 och var anställd vid Statens flygmaskinsfabrik 1935–1945. Under denna tid konstruerade han jaktplanen VL Myrsky (första flygning 1941) och VL Pyörremyrsky (1945). Han var professor i maskinbyggnadslära vid Tekniska högskolan i Helsingfors 1945–1948, gästprofessor vid University of Wisconsin–Madison 1946–1951, tjänstgjorde vid Nordberg Manufacturing Company i Milwaukee 1948–1953 och var professor i explosionsmotorteknik vid Tekniska högskolan i Helsingfors 1954–1972. Han var rektor för nämnda högskola 1968–1970.